# كارلي شرودر
كارلي شرودر (بالإنجليزية: Carly Schroeder)‏ (مواليد 18 أكتوبر 1990 في فالبريزو، إنديانا) هي ممثلة أمريكية وضابطة بالجيش الأمريكي. اشتهرت بتمثيلها دور "سيرينا بالدوين" في مسلسل المستشفى العام. في عام 2007 لعبت دور البطولة في فيلم غراسي، وهو فيلم مستوحى من مأساة حقيقية خلال طفولة الممثلان الشقيقان إليزابيث شو وأندرو شوي.
في 2004 حصلت مع طاقم الممثلين في فيلم الجدول المتوسط على جائزة الامتياز الخاصة من جوائز سبيرت المستقلة، كما حصلت على جائزة المهرجان السينمائي العائلي الدولي عام 2007 لأفضل ممثل طفل عند دورها في فيلم عين الدولفين, وحصلت أيضاً في 2007 على جائزة أفضل ممثلة صاعدة من جوائز الأطفال الأوائل.

## الأفلام
| السنة | اسم الفيلم              | الدور         | المرجع      |
| ----- | ----------------------- | ------------- | ----------- |
| 2003  | فيلم ليزي ماغواير       | ميلينا بيانكو | [ 1 ]       |
| 2004  | مين كريك                | ميلي          | [ 2 ]       |
| 2005  | We All Fall Down        | شارتي         |             |
| 2006  | جدار حماية              | سارة ستانفيلد | [ 3 ]       |
| 2007  | غراسي                   | غراسيا بوين   | [ 4 ] [ 5 ] |
| 2007  | فريسة                   | جيسيكا نيومان |             |
| 2007  | عين الدلفين             | أليسا         | [ 6 ]       |
| 2009  | لا تنساني (فيلم 2009)   | ساندي شانينغ  |             |
| 2011  | Rites of Passage ‏       | كارلي         |             |
| 2012  | Slightly Single in L.A. | بيكا          |             |
| 2015  | Prep School             | كارا ماثيسون  | [ 7 ]       |
| 2017  | One of Us               | فينوس         |             |
| 2018  | Ouija House             | لوري          |             |

## روابط خارجية
- كارلي شرودر على موقع IMDb (الإنجليزية)
- كارلي شرودر على موقع ألو سيني (الفرنسية)
- كارلي شرودر على موقع أول موفي (الإنجليزية)
- كارلي شرودر على موقع قاعدة بيانات الأفلام السويدية (السويدية)
- كارلي شرودر على موقع قاعدة بيانات الفيلم (الإنجليزية)
- كارلي شرودر على موقع كينوبويسك (الروسية)